# Rob Gray
Pour les articles homonymes, voir Gray.
Robert Dejuan Gray Jr., né le 3 avril 1994 à Forest City, en Caroline du Nord, est un joueur américain de basket-ball qui évolue au poste d'arrière.

## Biographie

### Mad Ants de Fort Wayne (2018-mars 2019)
Le 21 juin 2018, automatiquement éligible, il n'est pas sélectionné à la draft 2018 de la NBA. Il participe à la NBA Sumer League de Las Vegas avec les Rockets de Houston durant laquelle il a des moyennes d'un point et une passe décisive en 10 minutes par match sur deux rencontres, souffrant d'une blessure durant le tournoi. Le 10 août 2018, il rejoint les Rockets pour participer au camp d'entraînement. Le 8 octobre, il est libéré par les Rockets.
Le 20 octobre 2018, il est sélectionné à la 3e position du second tour de la draft 2018 de NBA G-League par les Mad Ants de Fort Wayne. Pour sa première saison professionnelle, Gray a des moyennes de 6,2 points, 5,5 rebonds et 0,9 contre par match en 49 rencontres (dont 11 titularisations).

### JL Bourg-en-Bresse (mars-mai 2019)
Le 29 mars 2019, Gray signe en France, à la JL Bourg-en-Bresse, en tant que pigiste médical de Zack Wright, pour le reste de la saison 2018-2019 de première division du championnat français.

### Metropolitans 92 (2019-2020)
Le 28 mai 2019, Gray reste en France et signe chez les Metropolitans 92 pour la saison 2019-2020.
Au mois de juin 2020, il prolonge pour une saison supplémentaire.

### AS Monaco (2020-2022)
En octobre 2020, Gray décide de quitter Levallois pour rejoindre l'AS Monaco. Avec le club monégasque, il remporte l'EuroCoupe et est désigné MVP des finales.
Le 23 juillet 2021, Gray prolonge son contrat de deux saisons avec l'AS Monaco.

### Tofaş Bursa (depuis 2022)
À l'été 2022, Gray rejoint le club turc du Tofaş Spor Kulübü.

## Clubs successifs

### Parcours universitaire
- 2013-2015 :  Hawks de Howard College (NJCAA)
- 2015-2018 :  Cougars de Houston (NCAA I)

### Parcours professionnel
- 2018-2019 :  Mad Ants de Fort Wayne (G-League)
- 2019 :  JL Bourg-en-Bresse (première division)
- 2019-2020 :  Metropolitans 92 (première division)
- 2020-2022 :  AS Monaco Basket (première division)
- 2022-2023 :  Tofas Bursa (première division)

## Palmarès

### En club
- Vainqueur de l'EuroCoupe 2020-2021 avec l'AS Monaco

### Distinctions personnelles
- 2× First-team All-AAC (2017, 2018)
- MVP du Final Four de l'EuroCoupe 2020-2021

## Statistiques

### Universitaires
| Saison    | Équipe      | Matchs | Titul. | Min./m | % Tir | % 3pts | % LF | Rbds/m. | Pass/m. | Int/m. | Ctr/m. | Pts/m. |
| --------- | ----------- | ------ | ------ | ------ | ----- | ------ | ---- | ------- | ------- | ------ | ------ | ------ |
| 2013-2014 | Howard (en) |        |        |        |       |        |      |         |         |        |        |        |
| 2014-2015 | Howard      |        |        |        |       |        |      |         |         |        |        |        |
| 2015-2016 | Houston     | 26     | 9      | 26,5   | 43,5  | 34,3   | 70,4 | 2,19    | 1,46    | 1,15   | 0,19   | 16,04  |
| 2016-2017 | Houston     | 31     | 29     | 32,3   | 47,3  | 38,2   | 81,3 | 3,74    | 2,94    | 1,19   | 0,16   | 20,58  |
| 2017-2018 | Houston     | 34     | 34     | 31,9   | 44,7  | 35,9   | 80,2 | 3,68    | 4,35    | 1,12   | 0,12   | 19,26  |
| Carrière  | Carrière    | 91     | 72     | 30,5   | 45,3  | 36,2   | 78,3 | 3,27    | 3,04    | 1,15   | 0,15   | 18,79  |